# Romániai magyar lélektani szakirodalom
Lélektani szakirodalom Erdélyben (1918–1990).

## Előzmények
A 19. század vége és a 20. század eleje úttörő tudósainak köszönhetően nem hiányzott e kor erdélyi tudományos életéből a lélektani szakirodalom. Parádi Kálmán kolozsvári tanár szakmai érdeklődését még a 19. század végén a lélektanra is kiterjeszti. Physiológiai lélektan c. munkája (1887) „az idegrendszer által közvetített lelki jelenségek” ismertetését tűzte ki célul, A test és lélek egymáshoz való viszonyának kérdése hajdan és most c. tanulmánya (1890) pedig a pszichofizikai álláspont érvényességét igyekezett igazolni.
Nemcsak elmekórtani, gyógyászati, élettani, filozófiai, oktatási és köznevelési, hanem lélektani kérdésekkel is foglalkozott Lechner Károly kolozsvári egyetemi tanár nyomtatásban is megjelent és kéziratban is fennmaradt számos előadása és tanulmánya. A „freudizmus érdemeit”, valamint „a freudizmus okozta károkat” a pszichofiziológus ideggyógyász nézőpontjából elemezte (1914, 1920).

## A két világháború közt
A lélektan művelése a kolozsvári magyar egyetem s ezzel együtt a lélektani tanszék megszűnése ellenére a két világháború között sem szünetelt. Ha a kimondottan szakmai jellegű lélektani kutatómunka háttérbe is szorult, egy szellemtudományos értelemben vett lelkialkat-problematika központi helyre került Makkai Sándor, Imre Lajos, Tavaszy Sándor műveiben.
Különböző folyóiratokba szétszórva több százra tehető a lélektani tárgyú értekezés, tanulmány, jegyzet, szemle, recenzió, kritika. Az Erdélyi Múzeum szerzői közül Varga Béla a lélektan újabb „irányait” filozófiai szempontból vizsgálta (1935); a Korunk hasábjain a korszak baloldali szellemi mozgalmainak számos képviselője (Nagy Lajos, Sinkó Ervin, Vas István, Fábry Zoltán, Gaál Gábor, Németh Andor, Totis Béla, Kahána Ernő) foglalkozott a lélekelemzés értékelésével, ugyanott szállt síkra a pszichoanalízis és a marxizmus összeegyeztethetősége mellett Neufeld Béla. A pszichoanalízis szellemtudományi „horderejéről” az Erdélyi Helikon olvasóit I. Szemlér Ferenc tájékoztatta.
Az 1930-as években a freudizmus túlzásait mind a Korunkban (Jeszenszky Erik, Brachfeld Olivér), mind az Erdélyi Helikonban (Kádár Imre) egyaránt bírálták. A Korunk egyes szerzői (Mezei Dezső, Fekete Ferenc) rendszeresen méltatták a Florin Ștefănescu-Goangă vezetésével működő kolozsvári Lélektani Intézet kiadványait.
A gyermeklélektan iskolai alkalmazásának fontosságára és módozataira hívta fel a figyelmet az Erdélyi Iskola, ahol ilyen tárgykörű méltatások jelentek meg (Venczel József, Opra Benedek). 1940-ben a bukaresti Pszichotechnikai Intézet engedélyével a Marianum Kolozsvárt kiadta Gyöngyösy Aurélia iskolanővér fordításában a 9–11 éves gyermekek intelligenciájának megállapítására szolgáló Kuhlmann-Anderson-Nestor-féle tesztet, ami egyben azt is jelentette – mutat rá a fordító –, hogy „hitvallásos magyar iskoláinkban is megindult a gyermekek képességeinek tudományos vizsgálata”.

## A II. világháború alatt
1940-től ismét intézményes keretet kapott a magyar nyelvű lélektani kutatás és tudományművelés. A Ferenc József Tudományegyetem Lélektani Intézetében Várkonyi Hildebrand professzor vezetése és Bálint Zoltán adjunktus gyakorlati irányítása mellett folyt élénk munka. Több száz iskolásnál kérdőíves felmérést végeztek, kimutatva a tanulók játékainak változatait, időtartamát, kedvelt játszó helyeiket. Az eredmények Novák Ferenc A kolozsvári középiskolás tanulók játékai c. munkájában (1942) láttak napvilágot, Demény Dezső pedig A tesztmódszer személyiség-vizsgálati szerepe c. könyvében (1942) saját kutatási tapasztalatai, valamint a kortárs lélektani szakirodalom eredményeinek áttekintése alapján a gyakorlati lélektan néhány sarkalatos kérdését elemezte.

## A II. világháború után
Az 1944 őszétől, az új történelmi szakaszban egy ideig még a Bolyai Tudományegyetemen tevékenykedett Harkai Schiller Pál (aki innen az Egyesült Államokba kapott meghívást) eltávozásáig (1947) szélesebb kitekintéssel folyt a lélektankutatás; a szűkülő keretek közt az 1950-es évek végéig a lélektani katedrán a tanszemélyzet elsősorban arra törekedett, hogy a hallgatóságot jegyzetekkel lássa el. Így Csőgör Erzsébet Gyermeklélektan (1948), Zörgő Benjámin pedig Állatlélektan (1947), Pszichotechnika (1947), Az érzékelés (1947), A lélektan vázlatos története (1952), Lélektan (1952, 1953) és A képességek (1953) c. egyetemi jegyzetével tette lehetővé a magyar nyelvű szakoktatást.
Az érvényben lévő román nyelvű középiskolai és egyetemi tankönyvek, valamint az oktatásban hasznosítható tanulmányok és kézikönyvek lefordítására külső munkatársakat is bevontak, a tanszéken ugyanekkor kutatói tevékenység is folyt: Benedek István vezetésével (az 1940-es évek végéig) személyiség-lélektani vizsgálat, Zörgő Benjámin vezetésével pedig érzés-pszichológiai, állatlélektani, ill. pszichofiziológiai és gyermeklélektani kutatás, Körmendi Ildikó, F. Csáki Magda, Ferenczi Gyula, Fodor Katalin bevonásával. A kísérletek eredményeit bemutató tanulmányok közül egyesek A kolozsvári Bolyai Tudományegyetem (1945–1955) c. emlékkönyvben (1956), mások a Babeș és Bolyai Egyetemek közös közleményeiben, valamint a Széll Zsuzsa szerkesztette Az élet eredetéről és az öregedésről c. kötetben (1958), nagyobb részük (12 tanulmány) a Zörgő Benjámin szerkesztésében és Hajós József gondozásában kiadott Gondolkodás-lélektani tanulmányok c. kötetben (1958) láttak napvilágot. A tanszék tagjai s más munkahelyeken dolgozó pszichológusok is számos lélektani, főleg neveléslélektani tárgyú ismeretterjesztő írást, cikksorozatot jelentettek meg a napi sajtóban. A Tanügyi Újság mellett főleg a Dolgozó Nő közölt ilyen anyagot Csőgör Erzsébet, Becski Irén és Stern Gizella tollából.
A Babeș és Bolyai Egyetemek egyesítése (1959), valamint az egyetemi és főiskolás szakoknak az 1960-as évek elejétől kezdődő átszervezése gyakorlatilag megszakította az önálló magyar lélektani szakirodalom fejlődését, s jobb esetben idegen nyelvű közlésre, rosszabb esetben puszta fordításokra szorította azokat, akik ezen a téren dolgoztak, vagy elhallgattatta őket, mint 1959-ben Demény Dezsőt, Széll Zsuzsát, Stern Gizellát.
A megmaradottak közül Zörgő Benjámin részt vett az akkortól kezdve nagy számban megjelentetett román nyelvű lélektani alapmunkák, egyetemi tankönyvek, módszertani segédeszközök szerkesztésében és írásában, mások (Lázár Sándor, Kulcsár Tibor) társszerkesztőkként kapcsolódtak be ebbe a munkába, kiszorulván mindnyájan az eredeti anyanyelvi alkotás lehetőségeiből. Többen foglalkoztak különböző szakmunkák lefordításával. Így jelenhetett meg Al. Roșca, C. Chircev és Zörgő Benjámin eredetileg román nyelven összeállított munkája magyarul Pedagógiai lélektan címmel (1963) vagy M. Gelu és A. Dicu Bevezetés a pszichológiába c. könyvének magyar változata, nemkülönben a magyar nyelven írottak románra fordítása. A szakfordítók: Erdélyi Róza, Fodor Katalin, Lázár Sándor, Kulcsár Tibor.

## 1970–1990-ig
Főként az 1970-es évektől kezdve az erdélyi pszichológusok magyar nyelvű kötetekkel is jelentkeztek. Simó Sándor bevezető tanulmányával és összeállításában a Téka sorozat közölte Sigmund Freud írásainak gyűjteményét Pszichoanalízis címmel (1977). Megjelent Al. Roșca-Zörgő Benjámin A képességek (1973), Lázár Sándor Motivációs helyzetek – tanulmányi eredmények (Budapest, 1980), Kulcsár Tibor Az iskolai teljesítmény pszichológiai tényezői (Budapest, 1982), Vörös Előd Pályaválasztás, jövőtervezés (1982), Fodor Katalin Tudat és jelentés (1983) s Kulcsár Tibor Iskolapszichológia (1984) c. kötete.
Szakdolgozatok is jelentek meg a Nyelv- és Irodalomtudományi Közlemények évfolyamaiban Demény Dezső, Farkas Magda, Fodor Katalin, a Korunk új folyamában s a Korunk Évkönyvekben Demény Dezső, Fodor Katalin, Kulcsár Tibor, O. Bogáthy Zoltán, Roth-Szamosközi Mária, Szamosközi István, Vargha Jenő László, Zörgő Benjámin tollából, ugyanők esszészerű lélektani írásokat tettek közzé a Korunk és A Hét hasábjain.
Lélektani kérdésekkel szívesen foglalkozott a Tanügyi Újság és Ifjúmunkás is. Külön meg kell emlékeznünk a TETT lélektani tematikájú számairól, mint amilyenek a Lélek és tudomány (1978), Ember a közösségben (1980/4), Szemben önmagunkkal (1982/2), Gondolatvilág (1986/4), Az alkotó ember (1988/2) s A tanulás (1989/1). Bár nem álltak rendelkezésére a tudományos kutatómunka feltételei (közben megszüntették az egyetemeken a lélektan tanszékeket), intézményi biztosítékok nélkül is itt jelent meg egy nyitott érdeklődésű új magyar pszichológus nemzedék. Folytatásként kiemelendő Roșca-Bonczos Zsuzsa Pszichológus napló c. közlése, melyből több mint száz részletet jelentetett meg a Dolgozó Nő, ill. utóda, a Családi Tükör. Lélektani írásokkal találkozunk a fiatal írók Kolozsvárt 1990-ben indult Jelenlét c. hetilapjában is Vargha Jenő László tollából.

## Kapcsolódó információk
- Hajós József: Parádi Kálmán. Életrajz és szemelvények. 1954. *Spielmann József: Lechner Károly. Élet és Tudomány, Budapest, 1958/24.
- Balázs Sándor: Tavaszy Sándor filozófiája. 1982.
- Demény Dezső: Létrendezettség, személyiségminőség, emberismeret. Korunk 1985/9.
- Erős Ferenc: A Korunk című folyóirat és a pszichoanalízis. Pszichológia, Budapest, 1986/2.